# كريستا ميلر
كريستا ميلر (بالإنجليزية: Christa Miller )‏ (و. 1964  م) هي ممثلة، وممثلة تلفزيونية، وعارضة، وممثلة أفلام أمريكية، ولدت في مانهاتن، بدأت مشوارها المهني سنة 1984.

## التعليم
تعلمت في Convent of the Sacred Heart (New York City) ‏.

## وصلات خارجية
- كريستا ميلر على موقع IMDb (الإنجليزية)
- كريستا ميلر على موقع ألو سيني (الفرنسية)
- كريستا ميلر على موقع أول موفي (الإنجليزية)
- كريستا ميلر على موقع إن إن دي بي (الإنجليزية)
- كريستا ميلر على موقع قاعدة بيانات الفيلم (الإنجليزية)
- كريستا ميلر على موقع كينوبويسك (الروسية)